# Здзеховиці-Другі
Здзеховиці-Другі (пол. Zdziechowice Drugie) — село в Польщі, у гміні Заклікув Стальововольського повіту Підкарпатського воєводства.
Населення — 1090 осіб (2011).
У 1975-1998 роках село належало до Тарнобжезького воєводства.

## Демографія
Демографічна структура станом на 31 березня 2011 року:
|          | Загалом | Допрацездатний вік | Працездатний вік | Постпрацездатний вік |
| -------- | ------- | ------------------ | ---------------- | -------------------- |
| Чоловіки | 534     | 113                | 362              | 59                   |
| Жінки    | 556     | 113                | 302              | 141                  |
| Разом    | 1090    | 226                | 664              | 200                  |